# Metro van Kunming
De metro van Kunming is een vorm van openbaar vervoer in de Chinese miljoenenstad Kunming. Zes lijnen met 102 stations op een traject van 164 km werden sinds juni 2012 in gebruik genomen. Kunming, hoofdstad van de provincie Yunnan, werd toen ook de eerste stad in de provincie waar een metro in gebruik werd genomen. In 2021 gebruikten 222 miljoen reizigers het systeem.
In 1993 stelde Kunming voor het eerst het concept van stadsspoorvervoer voor, in 2009 werd het Kunming Metro-project goedgekeurd door de Staatsraad en op 1 mei 2010 begon de eerste fase van Kunming Metro Line 1 en 2 officieel met de bouw. De opening van lijn 6 op 28 juni 2012 startte de metrofaciliteiten in de stad.
Elf stations bieden een overstap op een andere metrolijn, een station, het metrostation van North Railway Station, biedt een overstap tussen drie metrolijnen.

## Lijnen
| Lijn | Eindbestemmingen                                                  | Geopend    | Lengte  | Stations |
| ---- | ----------------------------------------------------------------- | ---------- | ------- | -------- |
| 1    | South Ring Road - University Town / Kunming South Railway Station | 2013, 2016 | 33,3 km | 22       |
| 2    | North Coach Station - South Ring Road                             | 2014       | 12,4 km | 14       |
| 3    | Western Hills Park - East Coach Station                           | 2017       | 23,4 km | 20       |
| 4    | Jinchuan Road - Kunming South Railway Station                     | 2020       | 43,4 km | 29       |
| 5    | World Horti-Expo Garden - Baofeng                                 | 2022       | 26,5 km | 22       |
| 6    | Tangzixiang - Kunming Airport                                     | 2012, 2020 | 25,3 km | 8        |

## Tarieven
Kunming Metro hanteert kilometertarieven in functie van trajectlengte met minimaal 2 yuan voor elke afstand tot en met 4 kilometer, 3 yuan voor meer dan 4 kilometer en maximaal 9 kilometer, 4 yuan voor het afleggen van meer dan 9 kilometer en maximaal 16 kilometer, 5 yuan voor het afleggen van meer dan 16 kilometer en maximaal 25 kilometer en 6 yuan voor het afleggen van meer dan 25 kilometer en maximaal 36 kilometer. Als men meer dan 36 kilometer aflegt, wordt 1 yuan bovenop die 6 yuan in rekening gebracht voor elke extra 13 kilometer. Daarnaast zijn er kortingen en vrijstellingen voor specifieke bevolkingsgroepen en leeftijdscategorieën.

## Ligging in stad

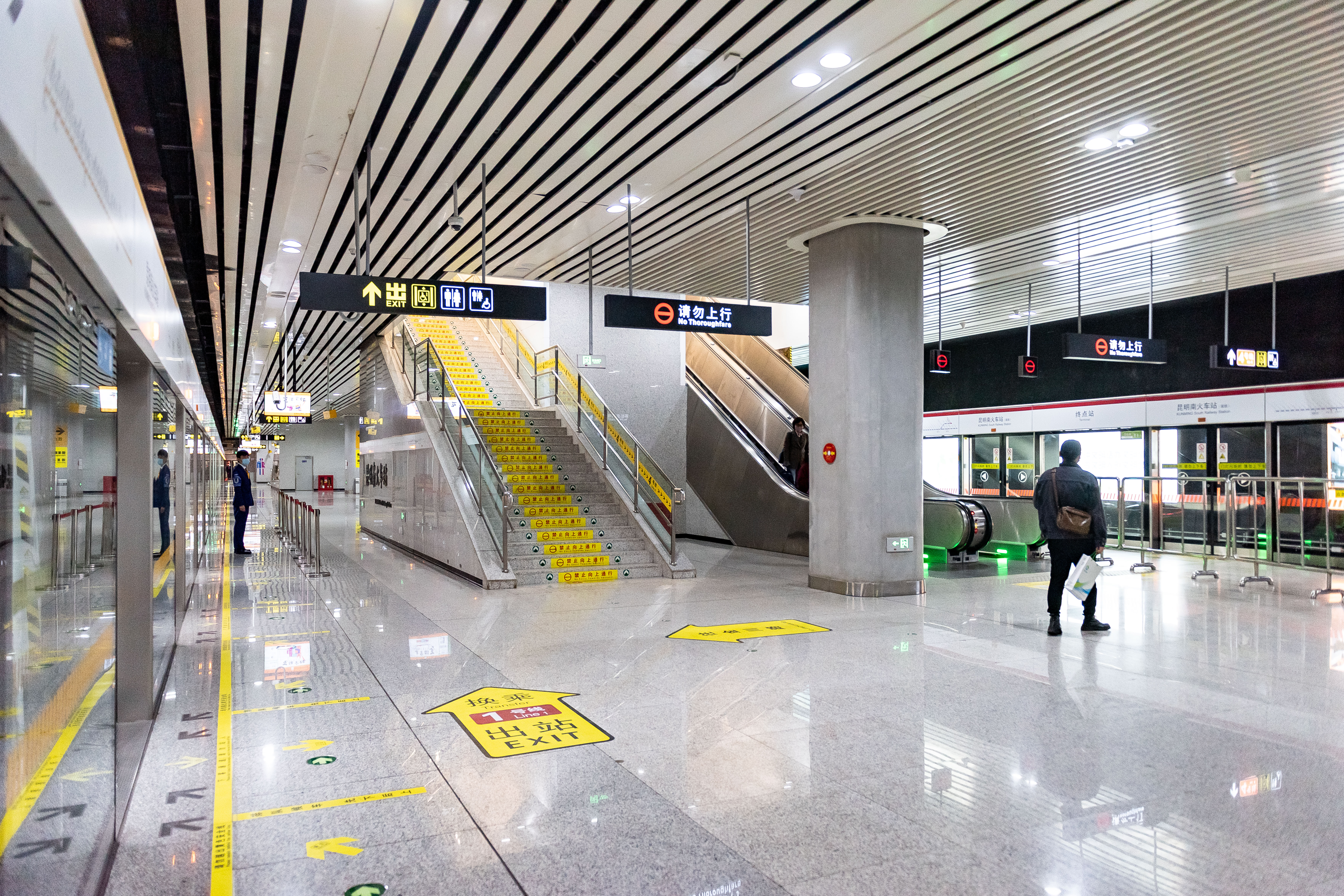
Perron van het metrostation van Kunming South Railway Station

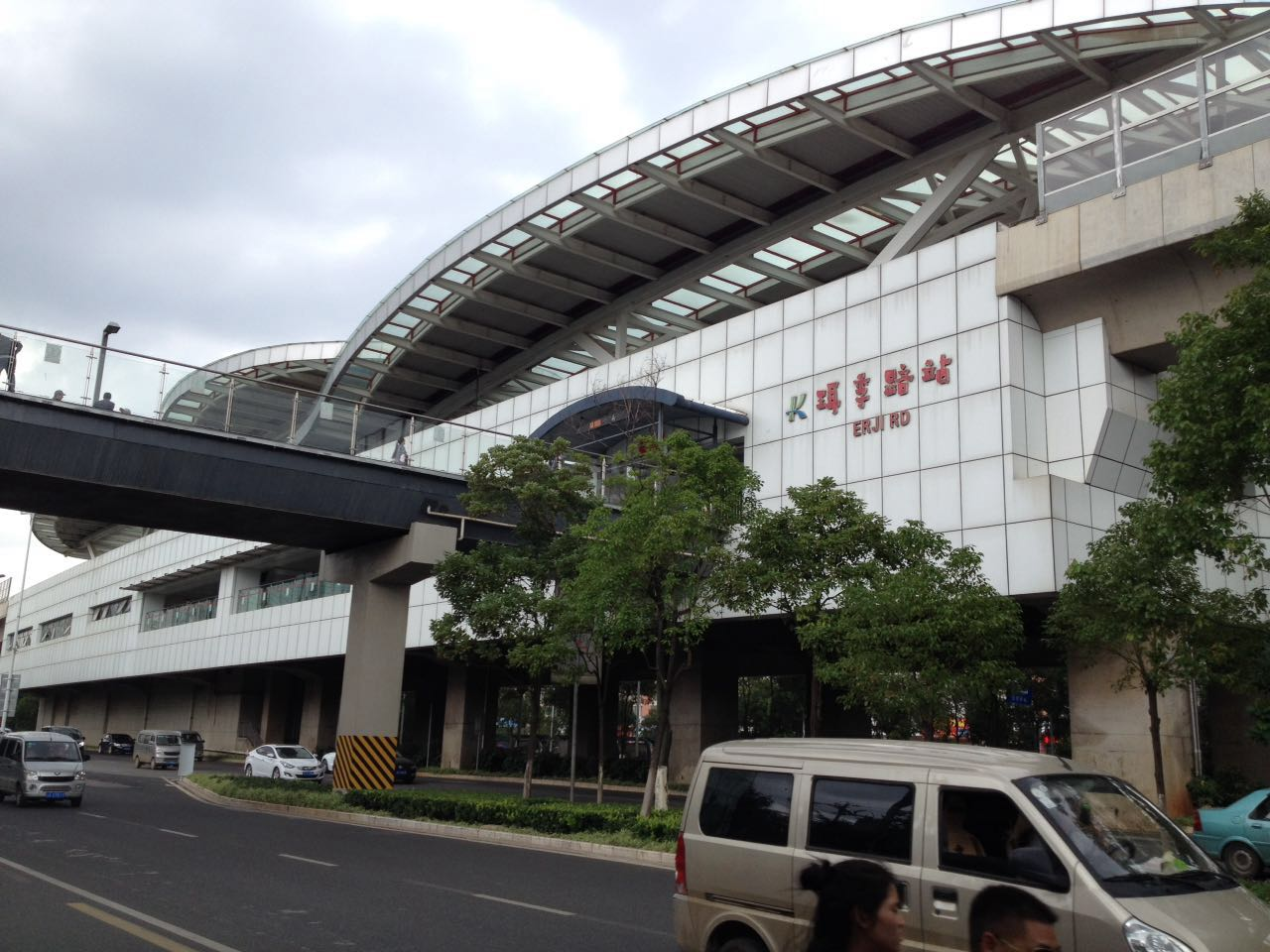
Erji Road metrostation